# Anselmo Albareda
Anselmo Maria Albareda est un moine bénédictin espagnol devenu prélat de l'Église catholique romaine, né le 16 février 1892 à Barcelone et mort le 19 juillet 1966 dans la même ville.

## Repères biographiques
Anselmo Maria Albareda fait sa profession solennelle le 4 novembre 1908 dans l'ordre de Saint-Benoît.
Il est archiviste dans un monastère bénédictin à Montserrat avant de devenir préfet de la bibliothèque du Vatican (1932-62). Il écrit une bibliographie sur les règles de l'Ordre des Bénédictins en 1933 et une Histoire de Montserrat (1931).
Lors de la Seconde Guerre mondiale, il s'occupe de sauvegarder les collections des nombreuses bibliothèques du Vatican, protégeant leur enceinte et s'assurant le respect de ces institutions tant par les fascistes que par les nazis. Il est créé cardinal par le pape Jean XXIII lors du consistoire du 19 mars 1962 avec le titre de cardinal-diacre de Sant'Apollinare alle Terme Neroniane-Alessandrine. Le 5 avril de la même année, il est archevêque titulaire de Gypsaria (de) et consacré le 19 avril suivant par le pape Jean XXIII avec comme co-consécrateurs Giuseppe Pizzardo et Benedetto Aloisi Masella.